# Kia KX3
Kia KX3 là dòng xe SUV crossover cỡ nhỏ được Đông Phong Yueda Kia sản xuất dành riêng cho thị trường Trung Quốc. Từ năm 2019, dòng xe này có tên gọi KX3 Aopao (tiếng Trung: 起亚KX3傲跑; bính âm: Qǐyà KX3 Àopǎo).

## Thế hệ đầu tiên (KC; 2015)
- Mặt trước Kia KX3 tiền facelift
- Mặt sau Kia KX3 tiền facelift
- Mặt trước Kia KX3 facelift
- Mặt sau Kia KX3 facelift

### KX3 EV
- Mặt trước Kia KX3 EV tiền facelift

## Thế hệ thứ hai (SP2c; 2020)
- Mặt trước Kia KX3 tiền facelift
- Mặt bên Kia KX3 Aopao
- Mặt sau Kia KX3 Aopao